# Pselaphochernes litoralis
Pselaphochernes litoralis är en spindeldjursart som beskrevs av Beier 1956. Pselaphochernes litoralis ingår i släktet Pselaphochernes och familjen blindklokrypare.

## Underarter
Arten delas in i följande underarter:
- P. l. litoralis
- P. l. siculus